# 버넌 프레슬리

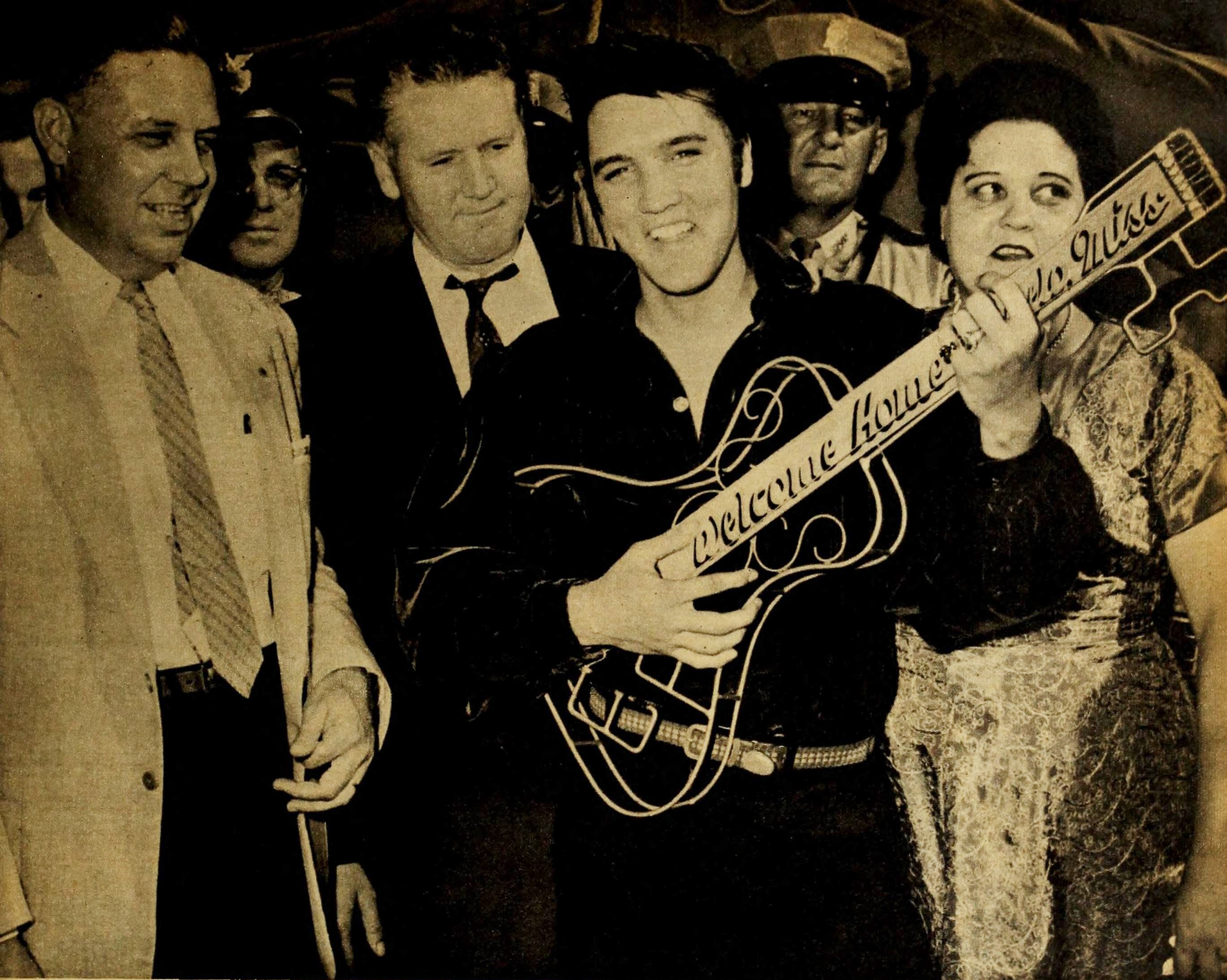
엘비스 바로 왼편에 있는 남자

버넌 프레슬리(Vernon Presley)는 록 스타 엘비스 프레슬리의 아버지다.
버넌 프레슬리는 미시시피주 투펄로에서 태어났다. 아들 엘비스 프레슬리가 명성과 부를 얻기 전까지 육체 노동자로 밥벌이했다. 멤피스로 이주한 것은 1948년 일로, 짐들은 1939년식 다지에 우겨넣었다. 엘비스 프레슬리가 전국적인 인기 가수가 되면서, 버넌은 그레이스랜드에서 그의 사업을 관리하고 순회공연에서도 그와 동행했다. 1977년 8월 16일 엘비스 프레슬리가 사망하자 유언집행자 노릇을 했다. 첫 부인으로서 엘비스 프레슬리의 모친인 글래디스 프레슬리와는 1958년 8월 14일 사별했다. 1960년 7월 3일 다베다 메이 엘리엇 스탠리와 결혼, 1977년 11월 이혼했다. 1979년 침례교도 병원에서 심정지로 향년 63세에 사망했다.